# Abenteuer Regenwald
Das Online-Magazin Abenteuer-Regenwald.de dreht sich monothematisch um das Thema Tropischer Regenwald und dessen Schutz. Den Schwerpunkt bilden Artikel über die Tier- und Pflanzenarten des Regenwaldes, die Gründe für deren Bedrohungen sowie Anregungen für nachhaltiges Verhalten. Darüber hinaus stehen Spiel- und Lernmaterialien für die Unterrichtsvorbereitung zur Verfügung. Abenteuer Regenwald richtet sich vorrangig an Internetnutzer zwischen 8 und ca. 15 Jahren.
Alle Informationen und Materialien werden unentgeltlich angeboten. Es besteht keine Zugangsbeschränkung und keine Registrierungspflicht. Die Website ist werbefrei.

## Herausgeber
Das Online-Magazin wird von dem gemeinnützigen Verein Abenteuer Regenwald., ehem. Umwelthelden e.V., aus Hamburg betrieben. Es basiert auf der, in erster Linie ehrenamtlichen Arbeit der Vereinsmitglieder und wird über Spenden finanziert. Neben der redaktionellen und grafischen Aufbereitung der Inhalte für das Online-Magazin, setzt der Verein regelmäßig themenspezifische Projekte um, die zusätzlich Lehrmaterial für den Schulunterricht beinhalten. 2020–2021 fördert die Norddeutsche Stiftung für Umwelt und Entwicklung das Projekt „Was macht der Regenwald in meinem Handy?“. Das Projekt „Kein Regenwald auf meinem Teller“ wird mit Geldern aus dem #moinzukunft Hamburger Klimafonds der Hamburger Klimaschutzstiftung und der Behörde für Umwelt und Energie finanziert.
Die Seite wird in Deutschland gehostet und unterliegt somit dem Deutschen bzw. Europäischen Datenschutz.

## Verbreitung
Die Website hat nach eigenen Angaben des Trägervereins rund 2 Millionen Nutzer pro Jahr. Die Informationen werden ausschließlich auf Deutsch zur Verfügung gestellt. Die Zugriffe erfolgen daher zu großen Teilen aus Deutschland, mit Abstand gefolgt von Österreich und der Schweiz.

## Auszeichnungen
- Die Website erhielt im April 2022 den 1. Platz beim Kinder-Online-Preis[3] des Mitteldeutschen Rundfunks. Der Preis wird durch den MDR-Rundfunkrat verliehen. Mit der Auszeichnung werden Angebote gewürdigt, die sich in besonderer Weise den Lebensumständen und Problemen von Kindern und Jugendlichen widmen und eine humanistische Einstellung fördern. Der Preis wird alle zwei Jahre vergeben. Der MDR lobt „die besondere Qualität des Themen-Angebots von Abenteuer Regenwald in journalistischer und ästhetischer Sicht sowie die hohe thematische Bedeutung für Kinder und Jugendliche“
- Die Website erhielt 2015 den Goldenen Spatz als beste Natur-Website für Kinder von einer Kinder- und Expertenjury der Deutschen Kindermedienstiftung[4]
- Die Vereinten Nationen zeichneten Abenteuer Regenwald 2015, 2017 und 2019 als „UN-Dekadenprojekt für biologische Vielfalt“ aus[5]
- Die Website trägt das Siegel „Erfurter Netcode für besonders sichere Kindermedien“ und ist Mitglied im Kinder Netzwerk Seitenstark[6]

## Relevanz
Inhalte der Website werden regelmäßig von Schulbuchverlagen aufgegriffen. Ebenso verwenden die Kinder- und Wissensseiten von Tageszeitungen Material von Abenteuer Regenwald für ihre Medien. Die Anerkennung von Kinder-Mediennetzwerken, Schulbuchverlagen und Vertretern der jeweiligen Bundesministerien zeigt, welche Vorreiterrolle die Website in der Bildung für nachhaltige Entwicklung im Bereich Tropischer Regenwald hat.

## Geschichte
Die Website wurde 2004 von dem Hamburger Verein Rettet den Regenwald e.V. ins Leben gerufen. Mitglieder der Redaktion gründeten Ende 2015 einen gemeinnützigen Trägerverein, Umwelthelden e.V., Hamburg. Der neugegründete Verein übernahm die Website und Domain und führt seit 2017 das werbefreie Online-Portal als unabhängige Bildungsseite für Kinder und Jugendliche fort. 2021 hat sich der Verein so wie die Website benannt und heißt jetzt Abenteuer Regenwald e.V.

## Arbeitsweise
Der redaktionelle und visuelle Content sowie die Programmierung des Online-Magazins erfolgt hauptsächlich durch drei Vereinsmitglieder und einer Teilzeitkraft. Ebenso obliegt der Redaktion die Prüfung und Beantwortung der Kommentare, die über fast alle Seiten und Beiträge möglich sind.

## Technik
Die Website beruht auf dem Open Source CMS Sulu. Der Anteil von Bild- und Grafikmaterial ist gemäß den Nutzungsgewohnheiten der Zielgruppe hoch. Im Aktionsbereich wird eine Vielzahl von Downloads, zumeist im pdf-Format, zur Verfügung gestellt.